# SS Волос Вероники
SS Волос Вероники (лат. SS Comae Berenices) — двойная затменная переменная звезда типа W Большой Медведицы (EW) в созвездии Волос Вероники на расстоянии приблизительно 1056 световых лет (около 324 парсек) от Солнца. Видимая звёздная величина звезды — от +11,9m до +11,3m. Орбитальный период — около 0,4128 суток (9,907 часа).

## Характеристики
Первый компонент — жёлто-белая звезда спектрального класса F5*, или G7. Масса — около 1,51 солнечной, радиус — около 1,36 солнечного, светимость — около 3,617 солнечной. Эффективная температура — около 6750 K*.
Второй компонент — жёлто-белая звезда спектрального класса F. Масса — около 0,43 солнечной. Эффективная температура — около 6699 K*.